# Mesene cyneas
Mesene cyneas is een vlindersoort uit de familie van de prachtvlinders (Riodinidae), onderfamilie Riodininae.
Mesene cyneas werd in 1874 beschreven door Hewitson.